# Луций Цезеций Флав
Луций Цезеций Флав (Lucius Caesetius Flavus) e политик на късната Римска република през 1 век пр.н.е. Произлиза от фамилията Цезеции.
През 44 пр.н.е. Цезеций Флав e народен трибун. Консули тази година са Гай Юлий Цезар и Марк Антоний.
Флав има проблем заедно с колегата си Гай Епидий Марул заради една диадема на една статуя преди да бъде убит Цезар. Някой сложил диадема на една статуя на Цезар все едно, че той е цар. Двамата я махат и са арестувани. Цезар ги уволнява от трибунската им позиция и ги изгонва от Сената.
Той е герой в драмата Юлий Цезар на Шекспир.